# Parc de Choisy
Parc de Choisy (též nazýván Square de Choisy) je veřejný park, který se nachází v Paříži ve 13. obvodu poblíž asijské čtvrti. Jeho název je odvozen od ulice Avenue de Choisy, na kterou se napojuje silnice do města Choisy-le-Roi.
Park je ohraničený ulicemi Rue du Docteur Magnan (jih), Rue Charles-Moureu (východ), Rue George-Eastman (sever) a Avenue de Choisy (západ).
V letech 1985–1990 byla v parku kovová socha autora Richarda Serry. U vchodu z Avenue de Choisy je tabule z červeného porfyru upomínající na Světovou výstavu 1937, jedná se o dar Finska. Rovněž poblíž Avenue de Choisy stojí Strom svobody vysazený v roce 1939, který připomíná Velkou francouzskou revoluci roku 1789.